# Iochroma grandiflorum
Iochroma grandiflorum là loài thực vật có hoa trong họ Cà. Loài này được Benth. mô tả khoa học đầu tiên năm 1845.